# Juřinka
Juřinka (valašsky Juřiňka) je vesnice, část města Valašské Meziříčí v okrese Vsetín ve Zlínském kraji. Nachází se asi 3 km na severozápad od Valašského Meziříčí. Je zde evidováno 153 adres. Trvale zde žije 476 obyvatel.
Juřinka je také název katastrálního území o rozloze 2,24 km².

## Název
Nejstarší (1353) doložené jméno vesnice znělo Juřina lhotka. Do poloviny 16. století pak další písemné doklady uvádějí nezdrobnělé Juřina/Jiřina lhota. Jméno vesnice se zakládá na osobním jménu Juřie – „Jiří“ (přivlastňovací přípona -in se připojovala ke jménům uvedeného zakončení bez ohledu na jmenný rod). Od druhé poloviny 17. století je písemně doložen jen jednoslovný tvar, v němž pravidelné Jiřin(k)a bylo změněno na Juřin(k)a vlivem místního nářečí. Zakončení -ka bylo připojeno náhradou za vynechávané lhota, z přídavného jména dělalo podstatné jméno.

## Historie
První písemná zmínka o vesnici pochází z roku 1353. Polovina obce byla samostatným statkem v držení Markvarta z Juřiny Lhoty, druhá polovina náležela k tvrzi v Arnoltovicích u Poličné. Roku 1392 byla ves sjednocena a připojena k lennímu statku obce Choryně. Juřinka byla také letním sídlem olomouckého biskupství. V letech 1437–1447 byla obec připojena k lénu Arnoltovice. Po Česko-uherských válkách nebyla už Juřinka součástí šlechtického sídla.
V letech 1411, 1722, 1762, 1801 a 1802 vedla obec spory s obcí Příluky o pastviny Závrbky a Křivoše ležící za řekou Bečvou.
Nejstarší školní budova v obci vznikla roku 1828. Prvním učitelem se stal Jan Machýček starší, jenž vyučoval do roku 1850. Škola zanikla v roce 1976.

## Obyvatelstvo
| Rok            | 1869 | 1880 | 1890 | 1900 | 1910 | 1921 | 1930 | 1950 | 1961 | 1970 | 1980 | 1991 | 2001 | 2011 | 2021 |
| -------------- | ---- | ---- | ---- | ---- | ---- | ---- | ---- | ---- | ---- | ---- | ---- | ---- | ---- | ---- | ---- |
| Počet obyvatel | 286  | 289  | 323  | 314  | 314  | 308  | 329  | 382  | 429  | 402  | 461  | 420  | 447  | 472  | 476  |
| Počet domů     | 46   | 57   | 55   | 54   | 52   | 52   | 59   | 84   | 87   | 101  | 115  | 129  | 135  | 144  | 155  |

## Obecní správa
Při sčítání lidu v letech 1850–1975 byla Juřinka samostatnou obcí, nejprve v okrese Valašské Meziříčí, od roku 1960 v okrese Vsetín. Od 1. ledna 1976 je částí města Valašské Meziříčí v okrese Vsetín.

## Galerie

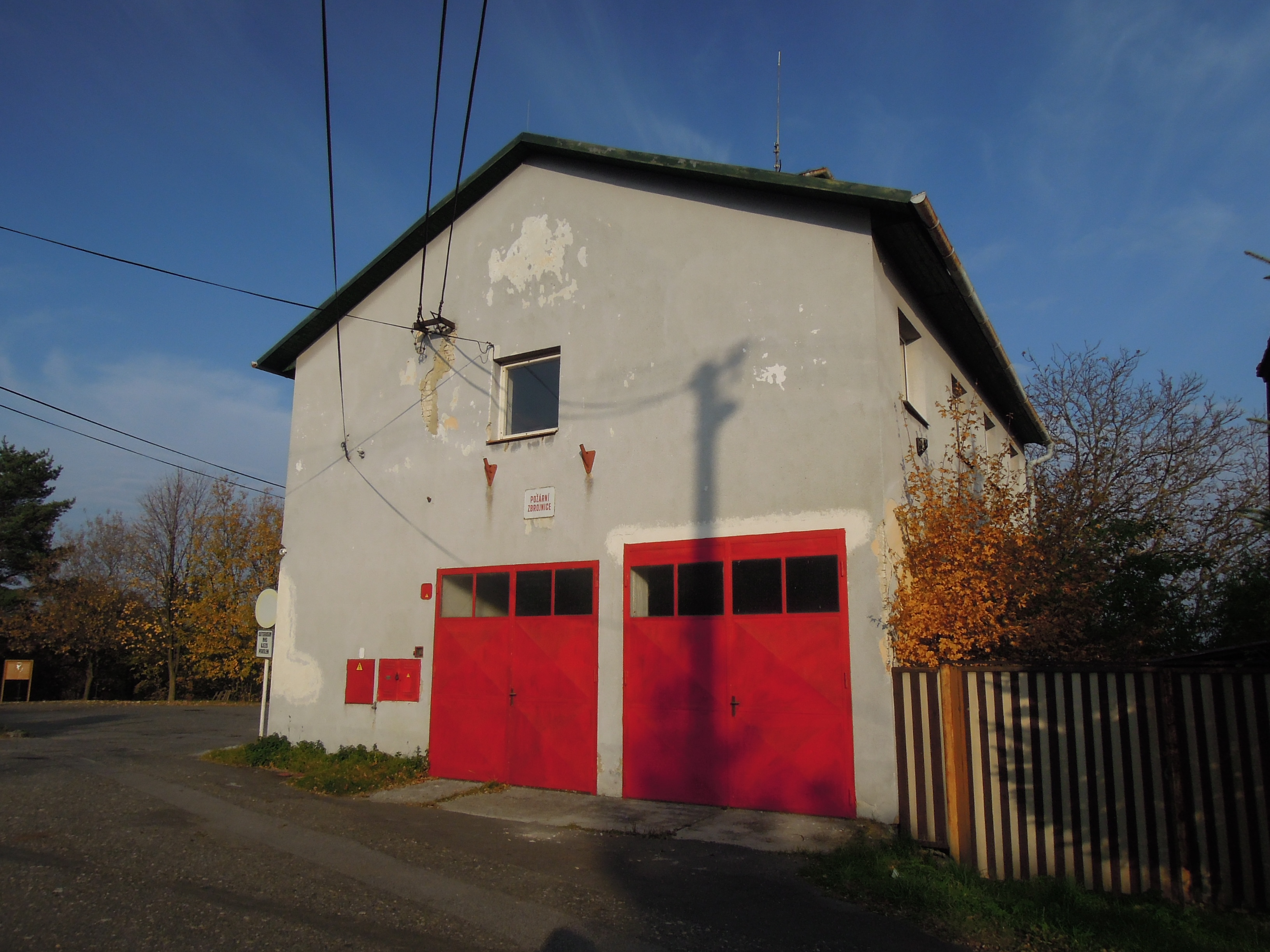
Hasičská zbrojnice na Juřince
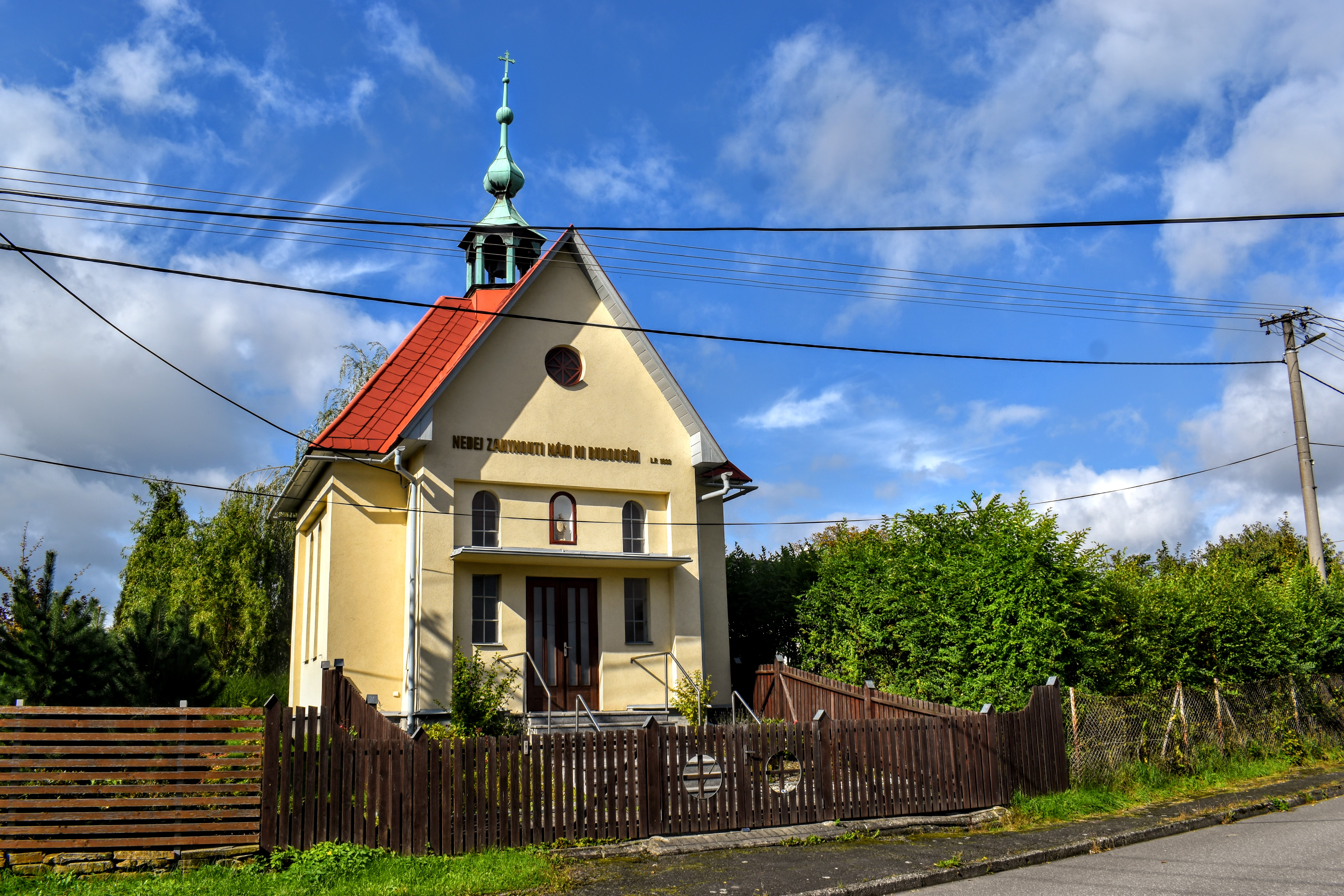
Kaple svatého Václava na Juřince